# فرودگاه منطقه‌ای شهرستان دیر
فرودگاه منطقه‌ای شهرستان دیر (به انگلیسی: Dare County Regional Airport) یک فرودگاه با کد یاتا MEO است که یک باند فرود آسفالت دارد و طول باند آن ۱۳۱۱ متر است. این فرودگاه در شهرستان دیر، ایالت کارولینای شمالی کشور ایالات متحده آمریکا قرار دارد و در ارتفاع ۴٫۳ متری از سطح دریا واقع شده‌است.